# Язид I ібн Муавія
Абу́ Халі́д Язи́д ібн Муа́вія ібн Абі́ Суфья́н аль-Ума́ві аль-Кураші́ аль-Діма́шкі (араб. ابو خالد يزيد بن معاوية بن أبي سفيان‎ الأموي القرشي‎ الدمشقي‎‎; 20/23.07.647, Мекка, Саудівська Аравія — 12.11.683, Хавварин, Сирія) — другий халіф Омеядського халіфату (26.04.680—12.11.683), представник старшої гілки династії Омеядів — Суф'янідів, син Муавії I та Майсун бінт Бахдаль ібн Унейм аль-Кальбія.

## Життєпис
В юності командував сирійською армією в походах на Візантію, брав участь в облозі Константинополя (669/670). Кілька разів очолював хадж. 676 вперше в історії ісламу був оголошений спадкоємцем. Не зміг домогтися присяги від Алідів та шиїтів, що їх підтримували. Боротьба з імамом аль-Хусейном ібн Алі, що скінчилася загибеллю останнього в Кербельській битві (680), стала початком Другої Фінти. Язид I практично припинив зовнішню завойовницьку політику батька, зосередившись на внутрішніх проблемах: зміцнив адміністративну структуру, реформував фінансову систему та оподаткування, поліпшив іригаційну систему Дамаського оазису. Спроба придушити повстання Абдаллаха ібн аз-Зубейра призвела до фактичного розпаду Халіфату (683). Розбився на смерть під час полювання, впавши п'яним з коня. Йому успадкував син Муавія II.